# Louis Comtois
Louis Comtois (Montréal, 11 avril 1945 - New York, 16 juin 1990), est un artiste-peintre québécois (canadien). Il subit l'influence du groupe des Plasticiens de Montréal, particulièrement celle de Fernand Leduc.

## Biographie
Louis Comtois fait des études classiques au Collège de Saint-Laurent de 1964 à 1968. Il poursuit ses études à l’École des beaux-arts de Montréal en 1968 sous l'influence des peintres montréalais Claude Tousignant, Guido Molinari et Yves Gaucher. Après ses études, il part vivre à l’étranger où il demeurera pour le reste de sa carrière. Il expose à Paris en 1969. Installé à New York et Washington, il expose dans la capitale américaine en 1972 et 1974. Au tournant des années 1980, Comtois délaisse l’acrylique et la toile traditionnelle pour se tourner vers l’huile et l’encaustique. Il participe à des expositions de 1968 jusqu'à son décès en 1990 du sida. Dans sa ville natale de Montréal, Comtois était représenté par John A. Schweitzer.

## Œuvres
- Sans titre I, 1983, ciment, plâtre et acrylique sur bois et métal, 117,5 x 159 cm, Musée national des beaux-arts du Québec, Québec[8].
- Implications of White, 1984-1985, huile, plâtre, métal, ciment et cire sur bois, 114,2 × 203 × 4,9 cm, Musée d'art contemporain de Montréal[9].
- Incision, Incisive, Caesurae, 1985, huile, cire, plâtre et ciment sur bois et métal, 106 x 178 cm, Musée national des beaux-arts du Québec, Québec[10].

## Expositions
- Musée d'art contemporain de Montréal, 1975[4].
- Back to the Future, Olga Korper Gallery, Toronto, 2014[11].
- Works With Paper, Le Gallery, Toronto, 2015[11].
- Louis Comtois & Paterson Ewen, Olga Korper Gallery, Toronto, 2017[11].
- Louis Comtois; Constructions dynamiques, Musée d'art de Joliette, 2017[12].

## Honneurs
- Prix Gershon Iskowitz, 1986[13].
- Le Prix Louis-Comtois créé en 1991 par l’AGAC et géré en partenariat avec la ville de Montréal, reconnaît publiquement la qualité de la production d’artistes en mi-carrière. Ce prix a été créé dans le but d'aider et de promouvoir le travail d’un artiste qui s’est distingué dans le domaine de l’art contemporain à Montréal[14].

## Musées et collections publiques
- Musée national des beaux-arts du Québec[15].
- Musée d'art contemporain de Montréal[5].
- Musée des beaux-arts du Canada[2].
- Fondation Gershon Iskowitz[13].
- Art Gallery of Ontario[3].
- Conseil des arts du Canada[3].